# 心之力
心之力是毛泽东写的一篇文章。

## 概述
这是毛泽东1917年写的一篇文章。是毛泽东青年时期的代表作。23岁学生时写的。此时的毛泽东还不懂得马克思主义。可见此时的毛泽东已是一心救国救民了老师也评价这篇作文很好，给了高分。这篇文章当时被广泛阅读。